# Старорусское (Ленинградская область)
Старорусское (до 1948 — Хюттиля, Томмила, фин. Hyttilä, Tommila) — посёлок в Полянском сельском поселении Выборгском районе Ленинградской области.

## Название
Происхождение названия Хюттиля неизвестно, предположительно, оно происходит от личного имени.
В 1948 году работники подсобного хозяйства треста «Ленавтотранс» выбрали деревне Томмила новое название — Горки. Но руководство Леноблисполкома утвердило иное наименование — Старорусское в память героя советско-финляндской войны политрука В. К. Старорусского, похороненного вблизи деревни Томмила, который погиб в конце февраля 1940 года при форсировании реки Салменкайта.

## История
Деревня Хюттиля располагалась на юго-восточном берегу озера Каукъярви. Она объединяла группу селений, имевших собственные названия: Уимола, Вяли-Хюттиля (Среднее Хюттиля), Томмила и Силмула. Административно всё это большое селение входило в деревенский округ Каукъярви, но местные жители считали Хюттиля отдельной деревней.
Хюттиля делилась на три части. Первая Хюттиля включала в себя селения Уимола, Среднее Хюттиля и Томмила.  Южные окраины деревни Хюттиля составляли ее вторую и третью части, объединяясь общим названием Силмула.

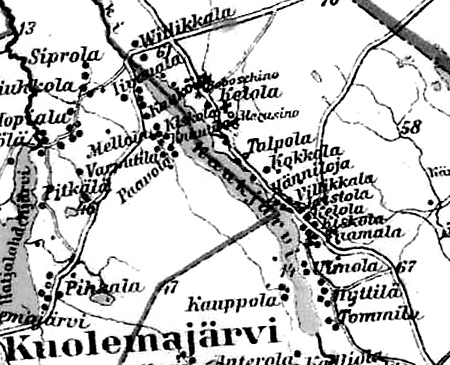
Деревни Хюттиля и Томмила на финской карте 1923 года

До 1939 года деревня Томмила входила в состав волости Уусикиркко Выборгской губернии Финляндской республики. В 1939 году в первой части Хюттиля насчитывалось 47 крестьянских хозяйств. В деревне проживало 210 человек, из них: 70 мужчин, 63 женщины и 77 детей до 16 лет.
С 1 мая 1940 года по 30 сентября 1948 года — в составе Томмиловского сельсовета Каннельярвского района.
С 1 июля 1941 года по 31 мая 1944 года — финская оккупация. 
После войны центром нового поселения стала деревня Томмила, являвшаяся прежде частью Первого Хюттиля. Вначале её земли передали в ведение Института прикладной зоологии и фитопаталогии для организации там подсобного хозяйства. Однако это учреждение вскоре отказалось от использования данной территории. Тогда в декабре 1946 года данный участок площадью 271,19 га был передан Управлению треста «Ленавтотранс», подсобное хозяйство которого и разместилось в Томмила. В деревне был организован одноимённый сельсовет.
С 1 октября 1948 года учитывается административными данными как деревня Старорусское в составе Старорусского сельсовета Рощинского района.
В 1950 году население деревни составляло 132 человека. 
С 1 января 1954 года — в составе Краснофлотского сельсовета.
В 1958 году население деревни составляло 24 человека.
С 1 ноября 1959 года — в составе Полянского сельсовета.
С 1 февраля 1963 года — в составе Выборгского района.
Согласно административным данным 1966, 1973 и 1990 годов посёлок Старорусское входил в состав Полянского сельсовета.
В 1997 году в посёлке Старорусское Полянской волости постоянного населения не было, в 2002 году — проживали 12 человек (все русские).
В 2007 году в посёлке Старорусское Полянского СП вновь не было постоянного населения, в 2010 году — проживали 12 человек.

## География
Посёлок расположен в южной части района на автодороге 41К-083 (Молодёжное — Черкасово).
Расстояние до административного центра поселения — 16 км.
Расстояние до ближайшей железнодорожной станции Рябово — 9 км. 
Посёлок находится на восточном берегу озера Красавица.

## Демография
| 2007 | 2010 | 2017 | 2021 |
| ---- | ---- | ---- | ---- |
| 0    | ↗12  | ↘1   | ↗89  |

## Улицы
Озёрная, Садовая, Светлая.